# Cineam
Cineam is een bestuurslaag in het regentschap Tasikmalaya van de provincie West-Java, Indonesië. Cineam telt 4364 inwoners (volkstelling 2010).